# Mlynská dolina

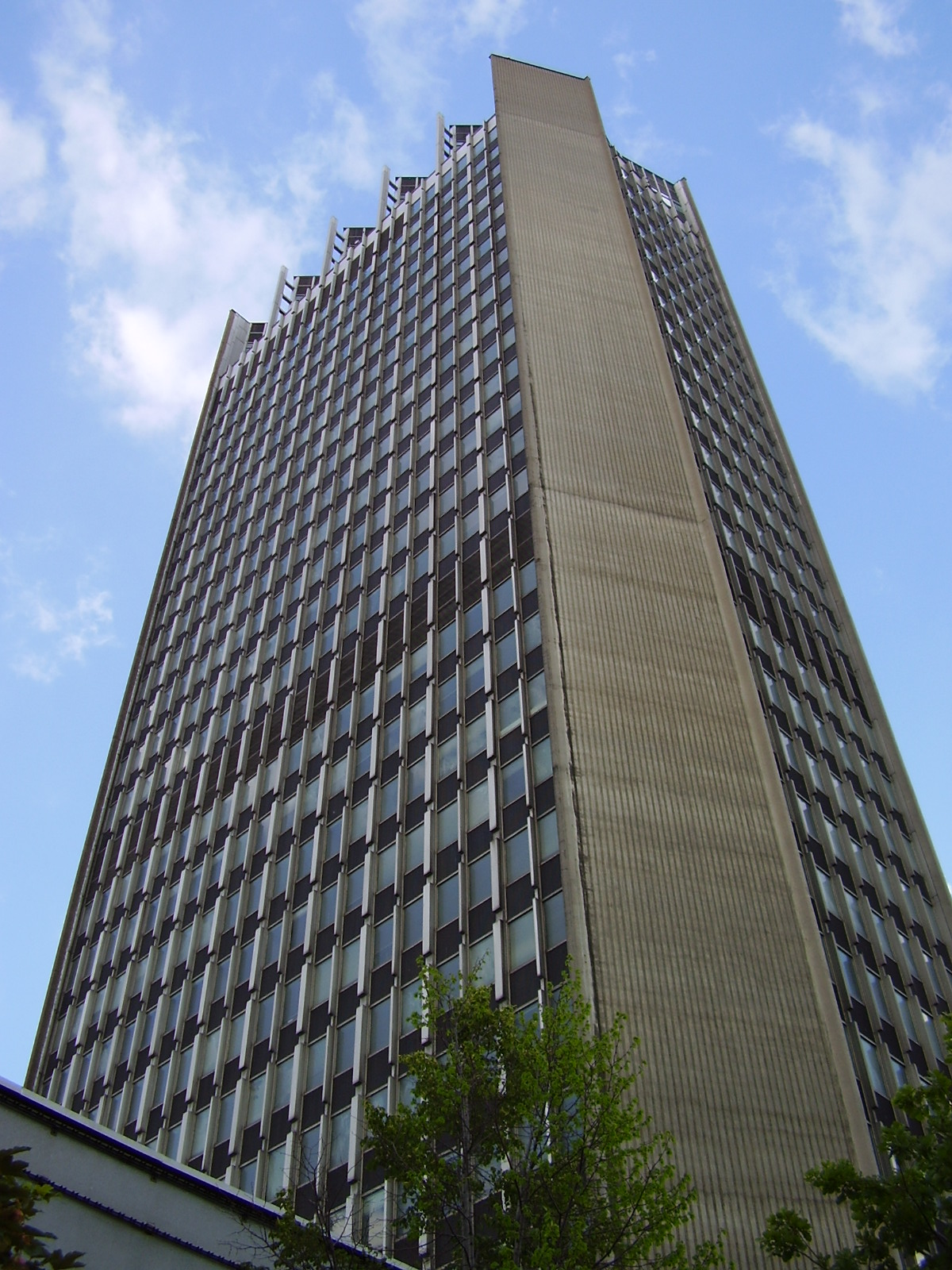
Najwyższą budowlą w Mlynskiej dolinie jest siedziba STV.

Mlynská dolina – część (jeden z 9 sektorów) bratysławskiej dzielnicy Karlova Ves w powiecie Bratysława IV. Zajmuje część ulicy Slávičie údolie. Nazwa pochodzi od dziewięciu młynów, które stały na brzegi potoku Vydrica. Używano ich aż do lat 60. XIX wieku, początkiem XX wieku stały już tylko budynki młynów. Pierwszy młyn przebudował Grazioso Enea Lanfranconi na willę, która przypominała zamek.
MMlynská dolina to także nazwa ulicy tworzącej wschodnią granicę tej dzielnicy prowadzącej na most Lafranconi.

## Ważne obiekty
W Mlynskiej dolinie jest siedziba Telewizji Słowackiej (STV), jeden z najwyższych budynków na Słowacji o wysokości 108 m. Naprzeciw STV jest cmentarz Slávičie údolie, jeden z największych cmentarzy w Bratysławie. W Mlynskiej dolinie znajdują się też dwa wydziały Słowackiego Uniwersytetu Technicznego – elektrotechniki i informatyki oraz informatyki i technologii informacyjnych (przy czym oba wydziały mają siedzibę w jednym budynku na Ilkovičovej ulicy) oraz dwa wydziały Uniwersytetu Komeńskiego – nauk przyrodniczych oraz matematyki, fizyki i informatyki.

### Domy studenckie i internaty
Mlynská dolina jest też synonimem największego kompleksu akademików i internatów w Europie środkowej, gdyż liczba zamieszkałych studentów w tym kompleksie wynosi corocznie około 10 000 - 15 000 studentów z całej Słowacji i zagranicy, czym przypomina mniejsze miasto.
Kompleks akademików składa się z wielu samodzielnych kompleksów i budynków, najbardziej znaczącymi są Domy studenckie i jadłodajnie im. Ľudovíta Štúra i Dom studencki Mladosť.

### Pozostałe obiekty
W Mlynskiej dolinie, w pobliżu Telewizji Słowackiej, znajduje się też jedyny ogród zoologiczny w Bratysławie.
W bezpośredniej bliskości Mlynskiej doliny autostrady D2, co jest najnowszym odcinkiem tj. ważnej autostrady europejskiego znaczenia, który był ukończony w lipcu 2007.

## Firmy i inne instytucje
Bezpośrednio w kompleksie akademików internatach małżeńskich i internacie Mladosť ma siedzibo wiele firm, a także państwowa instytucja - Instytut Informacji i Prognoz Szkolnictwa (słow. Ústav informácií a prognóz školstva), czyli instytucja podporządkowana słowackiemu Ministerstwu Szkolnictwa. W tym samym budynku ma siedzibę też Państwowa Inspekcja Szkolna.